# Natacha Bouchart
Pour les personnes ayant le même patronyme, voir Bouchart.
Natacha Bouchart, née le 29 mai 1963 à Lens, est une femme politique française. Membre de l’UMP puis des Républicains, elle est maire de Calais depuis 2008, sénatrice du Pas-de-Calais de 2011 à 2016, vice-présidente de la région Hauts-de-France depuis 2016.

## Biographie
Son père est issu de la diaspora arménienne, tandis que sa mère est d'origine polonaise. Elle est née Nathalie Keuroglanian.
Après 37 ans de municipalité communiste, Natacha Bouchart, à la tête de la liste d'« ouverture populaire et sociale » soutenue par l'UMP et composée de candidats de droite, du centre, de gauche et d'apolitiques, remporte les élections municipales de 2008 à Calais avec 54,02 % des suffrages.
Son élection est facilitée par le retrait de la liste du candidat du Front national, François Dubout, qui a appelé à voter au second tour contre la liste du maire communiste sortant, Jacky Hénin. Cependant, aucun accord ni fusion entre les deux listes n'a été effectué, Natacha Bouchart ayant refusé toute alliance avec le FN[réf. souhaitée].
Elle est réélue maire de Calais à l'occasion des élections municipales de mars 2014. Sa liste s'impose au second tour en triangulaire avec 52,12 % des suffrages face à la liste réunissant l'ancien maire communiste Jacky Hénin et le député socialiste Yann Capet (39,32 %), et à la liste du Front national, menée par Françoise Vernalde (8,56 %).
En septembre 2014, elle menace de fermer temporairement le port de Calais, bien qu'il s'agisse d'une action illégale qui l'exposerait à des poursuites judiciaires, afin d'envoyer « un message fort » aux autorités britanniques au sujet de la jungle de Calais.
Le 9 décembre 2014, Nicolas Sarkozy, élu président de l'UMP, la nomme secrétaire nationale de l'UMP chargée de la ville.
Le 12 mai 2015, elle est élue présidente de la communauté d'agglomération du Calaisis par suite de la démission du président Philippe Blet. Ce dernier est actuellement dans son opposition au conseil communautaire et au conseil municipal de Calais.
Natacha Bouchart est candidate tête de liste pour le Pas-de-Calais, lors des élections régionales de décembre 2015, sur la liste de Xavier Bertrand (Les Républicains) face à la présidente du Front national Marine Le Pen et l'ex-ministre Frédéric Cuvillier, représentant du Parti socialiste. Lors du premier tour, elle totalise dans sa ville un score de 23,3 % des suffrages et 20,6 % au niveau du Pas-de-Calais. Elle arrive devant Frédéric Cuvillier, qui ne totalise que 19,5 % sur le Pas-de-Calais et derrière la présidente du FN, qui totalise dans sa ville un score historique de 49,1 % et un score départemental de 40,6 %. Au second tour, la liste du candidat PS n'étant plus présente après le désistement de la tête de liste régionale, Pierre de Saintignon, Natacha Bouchart totalise 55,5 % des suffrages exprimés dans sa ville et 54,2 % au niveau départemental[réf. nécessaire].
En janvier 2016, elle démissionne de son fauteuil de sénatrice du Pas-de-Calais pour se consacrer à son mandat de maire de Calais et à sa nouvelle fonction de vice-présidente chargée de la mer et des ports et de la politique du littoral au conseil régional des Hauts-de-France. Dans la foulée, elle est embauchée par son successeur Jean-François Rapin comme assistante parlementaire. Face au scandale causé par ce recrutement, elle démissionne quelques jours plus tard.
Début 2016, elle est nommée secrétaire nationale des Républicains à la ville.
Elle soutient Nicolas Sarkozy pour la primaire présidentielle des Républicains de 2016.
En 2017, elle fait interdire la distribution de repas aux réfugiés venus à Calais afin de passer au Royaume-Uni. Elle souhaite éviter un « appel d'air ». Elle décide de ne pas être en position éligible sur la liste de Jean-François Rapin pour les élections sénatoriales de 2017.
Elle est candidate à sa succession aux élections municipales de 2020 à Calais. Au premier tour, dans un contexte de forte baisse de la participation notamment liée à la pandémie de Covid-19 (62 % d’abstention contre 44 % en 2014), sa liste l’emporte avec 50,2 %, devant la liste de candidate d’union de la gauche (23,8 %) et celle du RN (17,9 %),,.
Le 14 mars 2021, elle annonce qu’elle sera candidate à un quatrième mandat de maire à Calais en 2026.
Le 11 février 2022, elle annonce son soutien au président sortant Emmanuel Macron en vue de l'élection présidentielle qui se tient la même année.
En 2024, elle prend la présidence de « Terre Opale Habitat » à la suite de l'éviction de d'Emmanuel Agius, ce dernier étant impliqué dans plusieurs affaires judiciaires.

## Détail des mandats et fonctions
- Conseillère municipale de Calais de 2001 à 2008 ; cheffe de l'opposition municipale
- Maire de Calais depuis 2008
- Vice-présidente de la communauté d'agglomération du Calaisis de 2008 à 2015
- Présidente de la communauté d'agglomération du Calaisis depuis 2015
- Sénatrice du Pas-de-Calais de 2011 à 2016
- Conseillère régionale du Nord-Pas-de-Calais de 2004 à 2011
- Vice-présidente de la région Hauts-de-France depuis 2016

## Distinction
Le 14 juillet 2019, sur proposition du ministre de l’Intérieur, Natacha Bouchart est élevée au rang de chevalier de la Légion d'honneur.
Le 7 juin 2024, sur proposition du ministre de l’Intérieur, Natacha Bouchart est élevée au rang d’officier de l’Ordre national du mérite.

## Décorations
- Chevalière de la Légion d'honneur (14 juillet 2019)[20].